# Шелест, Василий Галактионович
Василий Галактионович Шелест (1923—1943) — Гвардии младший лейтенант, участник Великой Отечественной войны, Герой Советского Союза (1944 — посмертно).

## Биография
Родился в 1923 году в селе Орловка ныне Константиновского района Амурской области в семье крестьянина. Русский.
С 1930 года семья переехала в город Хабаровск. Учился в 15-й (ныне 15-й школа имени 5 Героев Советского Союза) средней школе, окончил семь классов и школу (ФЗУ). Работал слесарем, потом токарем на заводе «Дальсельмаш».
В Красной Армии с марта 1942 года. В 1943 году окончил Хабаровское пулеметно-миномётное училище. На фронте с августа 1943 года. Звание гвардии младший лейтенант. Командир пулемётного взвода мотострелкового батальона 53-й гвардейской танковой бригады 6-го гвардейского танкового корпуса 3-й гвардейской танковой армии.

#### Подвиг
23 сентября 1943 года со взводом форсировал Днепр в районе села Григоровка (Каневский район, Черкасская область, Украина). Переправившись, взвод принял на себя главный удар атак противника около сёл Красный Кут и Решётки и обеспечил переправу основных сил.
3 октября 1943 года под украинской деревней Григоровкой пулемётный взвод, которым командовал гвардии младший лейтенант Шелест, принял неравный бой с превосходящими силами противника. Сам Шелест уничтожил более 30 фашистов, остальных обратил в бегство, но и сам погиб от осколка мины.
Похоронен в братской могиле села Григоровка.
Указом Президиума Верховного Совета СССР от 3 июня 1944 года Василию Галактионовичу Шелесту посмертно было присвоено звание Героя Советского Союза.

## Награды
- Медаль «Золотая Звезда» Героя Советского Союза;
- орден Ленина;
- орден Отечественной войны I степени;
- медаль «За отвагу».

## Память
- Мемориальная доска — в инструментальном цехе завода «Дальдизель».
- Городскому профессионально-техническому училищу № 4 города Хабаровска присвоено имя Шелеста.
- В Хабаровске его именем названа улица.
- Школа № 15 имени пяти Героев Советского Союза (Полтавский Евгений, Носов Савелий, Яшин Виктор, Тимощук Владимир, Шелест Василий) в дань памяти этим героям на пришкольном участке школы посажено 5 рябинок.
- В 2015 году его имя было увековечено на отдельном гранитном пилоне Аллеи Героев в Сквере Победы в Биробиджане[1].